# Ceroptera nasuta
Ceroptera nasuta är en tvåvingeart som först beskrevs av Villeneuve 1916.  Ceroptera nasuta ingår i släktet Ceroptera och familjen hoppflugor.
Artens utbredningsområde är Kongo. Inga underarter finns listade i Catalogue of Life.